# Hugh of Roxburgh
Hugh of Roxburgh († 10. Juli oder 19. Juli 1199) war ein schottischer Geistlicher und Minister. Er diente als königlicher Kanzler und wurde 1199 zum Bischof von Glasgow gewählt.
Hugh of Roxburgh diente bereits vor 1171 unter Kanzler Nicholas als Geistlicher und Schreiber am Hof des schottischen Königs Wilhelm I. Vermutlich führte er bereits um 1188 das königliche Siegel, als Roger de Beaumont, ein Verwandter des Königs, als königlicher Kanzler diente. Zu seiner Versorgung erhielt er die Pfründe eines Archidiakons des Bistums St Andrews. Nachdem Roger de Beaumont im April 1189 zum Bischof von St Andrews gewählt worden war, wurde Hugh sein Nachfolger als Kanzler. Damit übernahm er das Amt auch offiziell, das er bis dahin schon faktisch ausgeübt hatte, und führte es in den nächsten zehn Jahren beflissen und professionell. Nach dem Tod von Bischof Jocelin im März 1199 wurde er zum Bischof des Bistums Glasgow gewählt. Vor dem 6. Juni 1199 legte er sein Amt als Archidiakon nieder, doch bis zu seinem Tod diente er weiter als königlicher Kanzler. Als sein Todestag wird meist der 10. Juli 1199 angegeben, er starb damit keine vier Monate nach seinem Vorgänger als Bischof und war wahrscheinlich noch nicht zum Bischof geweiht worden. Nach dem Chronisten Roger of Howden wurde er in Jedburgh Abbey beigesetzt.